# Долиновка (Арцизский район)
Долиновка (укр. Долинівка) — село, относится к Арцизскому району Одесской области Украины.
Население по переписи 2001 года составляло 751 человек. Почтовый индекс — 68451. Телефонный код — 4845. Занимает площадь 1,8 км². Код КОАТУУ — 5120482101.

## История
Первое поселение на этом месте было основано немецкими колонистами и носило название Гнаденталь или Новая Сарата. На момент основания немецкая колония относилась к Аккерманскому уезду Бессарабской губернии. В конце XIX века на страницах Энциклопедического словаря Брокгауза и Ефрона давалось следующее описание этому населённому пункту: «126 дворов, жителей 1017; лютеранская церковь, школа и 2 лавки. В окрестностях добываются глина, песок и известняк».
В 1945 г. Указом ПВС УССР село Гнаденталь переименовано в Долиновку.

## Население и национальный состав
По данным переписи населения Украины 2001 года распределение населения по родному языку было следующим (в % от общей численности населения):
По Долиновскому сельскому совету: украинский — 17,04 %; русский — 79,36 %; болгарский — 2,13 %; гагаузский — 0,13 %; молдавский — 1,33 %.

## Местный совет
- 68451, Одесская обл., Арцизский р-н, с. Долиновка, ул. Комсомольская, 44